# Валміера (футбольний клуб)
Футбольний клуб «Валміера» (латис. Valmieras Futbola klubs) — латвійський футбольний клуб з однойменного міста.

## Історія
Після відмови футбольного клубу «Гауя» в 1994 році виступати у Першій лізі Латвії, в Валміері була зібрана футбольна команда, яка почала виступати під назвою міста в Першій лізі замість «Гауї».
29 лютого 1996 року було засновано товариство «Валміерський футбольний клуб» (латис. Biedrība „Valmieras Futbola klubs”), яке перейняло керівництво клубом. У цьому ж році «Валміера» завоювала 2-е місце в Першій лізі і в перехідних матчах обіграла ризький «Сконто/Металс», здобувши путівку у Вищу лігу, де клуб провів наступні шість сезонів.
По завершенні сезону 2003 року клуб відмовився від подальших виступів у Вищій лізі через фінансові труднощі і наступні чотирнадцять сезонів провів у Першій лізі. Зайнявши 1-ше місце за підсумками сезону 2017 року, клуб повернувся в еліту латвійського футболу.

## Результати виступів
| В чемпіонатах і Кубку Латвії | В чемпіонатах і Кубку Латвії | В чемпіонатах і Кубку Латвії | В чемпіонатах і Кубку Латвії | В чемпіонатах і Кубку Латвії | В чемпіонатах і Кубку Латвії | В чемпіонатах і Кубку Латвії | В чемпіонатах і Кубку Латвії | В чемпіонатах і Кубку Латвії | В чемпіонатах і Кубку Латвії | В чемпіонатах і Кубку Латвії |
| Сезон                        | Ліга                         | Місце                        | І                            | В                            | Н                            | П                            | Голи                         | О                            | Кубок                        |                              |
| ---------------------------- | ---------------------------- | ---------------------------- | ---------------------------- | ---------------------------- | ---------------------------- | ---------------------------- | ---------------------------- | ---------------------------- | ---------------------------- | ---------------------------- |
| 1994                         | Перша ліга                   | 7                            | 22                           | 9                            | 1                            | 12                           | 31‒37                        | 19                           | 1/32 фіналу                  |                              |
| 1995                         | Перша ліга                   | 7                            | 22                           | 8                            | 3                            | 11                           | 40‒65                        | 27                           | 1/32 фіналу                  |                              |
| 1996                         | Перша ліга                   | 2                            | 24                           | 17                           | 3                            | 4                            | 56‒17                        | 54                           | 1/16 фіналу                  |                              |
| 1997                         | Вища ліга                    | 7                            | 24                           | 8                            | 4                            | 12                           | 29‒43                        | 28                           | 1/8 фіналу                   |                              |
| 1998                         | Вища ліга                    | 5                            | 28                           | 10                           | 7                            | 11                           | 39‒59                        | 37                           | 1/2 фіналу                   |                              |
| 1999                         | Вища ліга                    | 5                            | 28                           | 10                           | 5                            | 13                           | 33‒42                        | 35                           | 1/4 фіналу                   |                              |
| 2000                         | Вища ліга                    | 6                            | 28                           | 5                            | 9                            | 14                           | 25‒48                        | 24                           | 1/4 фіналу                   |                              |
| 2001                         | Вища ліга                    | 6                            | 28                           | 5                            | 4                            | 19                           | 28‒56                        | 19                           | 1/4 фіналу                   |                              |
| 2002                         | Вища ліга                    | 5                            | 28                           | 6                            | 6                            | 16                           | 26‒54                        | 24                           | 1/8 фіналу                   |                              |
| 2003                         | Вища ліга                    | 6                            | 28                           | 6                            | 5                            | 17                           | 27‒70                        | 23                           | 1/8 фіналу                   |                              |
| 2004                         | Перша ліга                   | 7                            | 26                           | 12                           | 3                            | 11                           | 53‒42                        | 39                           | 1/8 фіналу                   |                              |
| 2005                         | Перша ліга                   | 6                            | 26                           | 9                            | 8                            | 9                            | 37‒39                        | 35                           | 1/8 фіналу                   |                              |
| 2006                         | Перша ліга                   | 7                            | 30                           | 13                           | 7                            | 10                           | 50‒53                        | 46                           | 1/8 фіналу                   |                              |
| 2007                         | Перша ліга                   | 10                           | 30                           | 12                           | 4                            | 14                           | 63‒59                        | 40                           | 1/16 фіналу                  |                              |
| 2008                         | Перша ліга                   | 7                            | 28                           | 11                           | 7                            | 10                           | 53‒42                        | 40                           | —                            |                              |
| 2009                         | Перша ліга                   | 11                           | 26                           | 6                            | 5                            | 15                           | 26‒51                        | 23                           | —                            |                              |
| 2010                         | Перша ліга                   | 6                            | 22                           | 9                            | 4                            | 9                            | 33‒40                        | 31                           | 1/4 фіналу                   |                              |
| 2011                         | Перша ліга                   | 9                            | 24                           | 9                            | 1                            | 14                           | 33‒49                        | 28                           | 1/8 фіналу                   |                              |
| 2012                         | Перша ліга                   | 8                            | 26                           | 8                            | 3                            | 15                           | 39‒53                        | 27                           | 1/16 фіналу                  |                              |
| 2013                         | Перша ліга                   | 3                            | 30                           | 18                           | 4                            | 8                            | 59‒28                        | 58                           | 1/8 финала                   |                              |
| 2014                         | Перша ліга                   | 3                            | 30                           | 22                           | 2                            | 6                            | 105‒34                       | 68                           | 1/16 фіналу                  |                              |
| 2015                         | Перша ліга                   | 2                            | 30                           | 24                           | 3                            | 3                            | 89‒33                        | 75                           | 1/8 фіналу                   |                              |
| 2016                         | Перша ліга                   | 4                            | 28                           | 19                           | 0                            | 9                            | 81‒29                        | 57                           | 1/32 фіналу                  |                              |
| 2017                         | Перша ліга                   | 1                            | 22                           | 18                           | 4                            | 0                            | 75‒21                        | 58                           | 1/8 фіналу                   |                              |
| 2018                         | Вища ліга                    | 8                            | 28                           | 2                            | 2                            | 24                           | 22‒92                        | 8                            | 1/4 фіналу                   |                              |
| 2019                         | Вища ліга                    | 4                            | 32                           | 12                           | 10                           | 10                           | 37‒34                        | 46                           | 1/8 фіналу                   |                              |
| 2020                         | Вища ліга                    | 3                            | 27                           | 13                           | 8                            | 6                            | 47‒33                        | 44                           | 1/2 фіналу                   |                              |
| 2021                         | Вища ліга                    | 2                            | 28                           | 19                           | 5                            | 4                            | 54‒19                        | 62                           | 1/2 фіналу                   |                              |
| 2022                         | Вища ліга                    | 1                            | 36                           | 26                           | 7                            | 3                            | 101‒25                       | 85                           | 1/4 фіналу                   |                              |
| Всього                       | Всього                       | Всього                       | 789                          | 346                          | 134                          | 309                          | 1391‒1267                    | 1160                         |                              |                              |

## Досягнення
- Чемпіон Латвії (1): 2022

## Головні тренери
- Євген Катаєв (1996)
- Володимир Сербін (1997—2001)
- Гатіс Ергліс (2002—2004)
- Роман Сидоров (2005—2009)
- Гатіс Ергліс (2010[4]-2018)
- Микола Трубачов (2018)
- Тамаз Пертія (2019—2022)
- Юргіс Калнс (2022—)